# Interslaviska
Interslaviska (kyrilliska: меджусловјанскы, latinska: medžuslovjansky) är ett internationellt hjälpspråk som är baserat på de slaviska språken. Syftet är att förenkla kommunikationen mellan representanter från olika slaviska länder, men också låta människor som inte kan ett slaviskt språk kommunicera med slaver. För det senare fungerar språket också väl i utbildningssyften.

## Exempel
Fader vår:
Otče naš, ktory jesi v nebesah,
nehaj sveti se ime Tvoje.
Nehaj prijde kraljevstvo Tvoje,
nehaj bude volja Tvoja,
kako v nebu tako i na zemji.
Hlěb naš vsakodenny daj nam dnes,
i odpusti nam naše grěhy,
tako kako my odpuščajemo našim grěšnikam.
I ne vvedi nas v pokušenje,
ale izbavi nas od zlogo.
Ibo Tvoje jest kraljevstvo i moč i slava, na věky věkov.
Amin.